# Campionat del Món de natació de 2001
El IX Campionat del Món de Natació es va celebrar a Fukuoka, Japó, entre el 16 i el 29 de juliol de 2001. Va ser organitzat per la Federació Internacional de Natació (FINA) i la Federació Japonesa de Natació. Van participar un total de 1.498 atletes representants de 134 federacions nacionals. Michael Phelps va debutar aquell any, amb un or en 200 metres papallona. Ian Thorpe esdevingué la primera persona en obtenir sis medalles d'or en un sol campionat.

## Instal·lacions
Es van realitzar competicions de natació, natació sincronitzada, salts, natació en aigües obertes i waterpolo. Les instal·lacions utilitzades per esport van ser:
- Marine Messe (piscina provisional): natació i natació sincronitzada
- Piscines de la Prefectura de Fukuoka: salts
- Centre Hakata-no-Mori: waterpolo masculí
- Complex Aquàtic Nishi: waterpolo femení
- Platja Momochi: natació en aigües obertes

## Resultats de natació

### Masculí
- RM – Rècord mundial.

### Femení
- RM – Rècord mundial.

## Resultats de natació sincronitzada

### Rutina de duet
La prova de rutina de duet de Natació sincronitzada al Campionat del Món de natació de 2001 del Campionat del Món de natació de 2001 es va celebrar el 16 (preliminar tècnica), 18 (preliminar lliure) i 19 de juliol (final lliure) al Marine Messe del Centre de Convencions de la ciutat de Fukuoka (Japó).
La victòria de les nedadores locals Miya Tachibana i Miho Takeda va significar la primera medalla d'or per a l'equip japonès en el Campionats del Món o Jocs Olímpcs, qui va esdevindre el quart combinat ser campió despés dels conjunts entatunidenc, canadenc i rus.
- Preliminars

| Posició | Nedadores                                  | CON             | Preliminar tècnica (35%) | Preliminar tècnica (35%) | Preliminar lliure (65%) | Preliminar lliure (65%) | Total  |
| Posició | Nedadores                                  | CON             | Punts                    | Posició                  | Punts                   | Posició                 | Punts  |
| ------- | ------------------------------------------ | --------------- | ------------------------ | ------------------------ | ----------------------- | ----------------------- | ------ |
| 1       | Miya Tachibana Miho Takeda                 | Japó            | 98.000                   | 1                        | 99.000                  | 1                       | 98.650 |
| 2       | Anastassia Davídova Anastassia Iermakova   | Rússia          | 98.000                   | 1                        | 98.733                  | 2                       | 98.476 |
| 3       | Claire Carver-Dias Fanny Létourneau        | Canadà          | 96.400                   | 3                        | 96.800                  | 3                       | 96.660 |
| 4       | Rebecca Martin Lauren McFall               | Estats Units    | 95.866                   | 4                        | 96.333                  | 4                       | 96.169 |
| 6       | Virginie Dedieu Myriam Glez                | França          | 95.066                   | 5                        | 94.867                  | 5                       | 94.937 |
| 5       | Gemma Mengual Paola Tirados                | Espanya         | 94.934                   | 6                        | 94.000                  | 6                       | 94.327 |
| 7       | Lorena Zaffalon Joey Paccagnella           | Itàlia          | 93.866                   | 7                        | 93.933                  | 7                       | 93.909 |
| 8       | Xia Ye Zhang Xiaohuan                      | R.P. de la Xina | 93.466                   | 8                        | 92.600                  | 8                       | 92.903 |
| 9       | Jang Yoon-Kyeong Kim Min-Jeong             | Corea del Sud   | 92.066                   | 10                       | 92.000                  | 9                       | 92.023 |
| 10      | Christina Thalassinidou Eleftheria Ftouli  | Grècia          | 92.134                   | 9                        | 91.333                  | 10                      | 91.613 |
| 11      | Isabela de Moraes Carolina de Moraes       | Brasil          | 90.734                   | 11                       | 90.333                  | 11                      | 90.473 |
| 12      | Daria Xemiàkina Anastassia Pavelieva       | Ucraïna         | 90.134                   | 12                       | 90.600                  | 12                      | 90.437 |
| 13      | Belinda Schmid Magdalena Brunner           | Suïssa          | 89.400                   | 13                       | 89.000                  | 13                      | 89.140 |
| 14      | Sonja van der Velden Bianca van der Velden | Països Baixos   | 88.400                   | 14                       | 87.933                  | 14                      | 88.096 |
| 15      | Kenia Pérez Yamisleydis Romay              | Cuba            | 85.293                   | 16                       | 86.733                  | 15                      | 86.079 |
| 16      | Kristsina Nadzejdzina Natassia Sarantsava  | Belarús         | 85.427                   | 15                       | 85.333                  | 17                      | 85.403 |
| 17      | Heba Abd El-Gawad Sara Abd El-Gawad        | Egipte          | 84.520                   | 18                       | 85.733                  | 16                      | 85.289 |
| 18      | Anastasia Gloushkov Geffen Kleinstern      | Israel          | 84.573                   | 17                       | 84.200                  | 18                      | 84.387 |
| 19      | Alia Karimova Galina Xatnaia               | Kazakhstan      | 81.853                   | 21                       | 83.600                  | 19                      | 83.063 |
| 20      | Livia Allarova Lucia Allarova              | Eslovàquia      | 82.333                   | 19                       | 83.200                  | 20                      | 82.897 |
| 21      | Dannielle Liesch Irena Olevsky             | Austràlia       | 82.293                   | 20                       | 82.267                  | 21                      | 82.127 |
| 22      | Cornelia Libal Diana Kontny                | Alemanya        | 80.827                   | 22                       | 80.533                  | 22                      | 80.299 |
| 23      | Suzanna Ghazali-Bujang Sara Kamil-Yusof    | Malàisia        | 74.707                   | 23                       | 76.333                  | 23                      | 75.913 |
| 24      | Nina Daniels Lisa Daniels                  | Nova Zelanda    | 70.253                   | 24                       | 72.133                  | 24                      | 71.176 |
| 25      | Merlin Angrreny Tyas Titisari              | Indonèsia       | 65.813                   | 26                       | 67.867                  | 25                      | 67.074 |
| 26      | Nadighela Gómez Violeta Mittinian          | Costa Rica      | 69.780                   | 25                       | 66.333                  | 26                      | 66.799 |
| 27      | Nhu Thuy Duong Nguyen Thi Huyen Trang Le   | Vietnam         | 65.160                   | 27                       | 63.067                  | 27                      | 63.464 |

- Finals

| Posició | Nedadores                                 | CON             | Preliminar tècnica (35%) | Preliminar tècnica (35%) | Final lliure (65%) | Final lliure (65%) | Total  |
| Posició | Nedadores                                 | CON             | Punts                    | Posició                  | Punts              | Posició            | Punts  |
| ------- | ----------------------------------------- | --------------- | ------------------------ | ------------------------ | ------------------ | ------------------ | ------ |
| 1       | Miya Tachibana Miho Takeda                | Japó            | 98.000                   | 1                        | 99.400             | 1                  | 98.910 |
| 2       | Anastassia Davídova Anastassia Iermakova  | Rússia          | 98.000                   | 1                        | 98.600             | 2                  | 98.390 |
| 3       | Claire Carver-Dias Fanny Létourneau       | Canadà          | 96.400                   | 3                        | 96.867             | 3                  | 96.704 |
| 4       | Rebecca Martin Lauren McFall              | Estats Units    | 95.866                   | 4                        | 96.667             | 4                  | 96.387 |
| 5       | Gemma Mengual Paola Tirados               | Espanya         | 94.934                   | 6                        | 95.000             | 5                  | 94.977 |
| 6       | Virginie Dedieu Myriam Glez               | França          | 95.066                   | 5                        | 94.267             | 6                  | 94.547 |
| 7       | Lorena Zaffalon Joey Paccagnella          | Itàlia          | 93.866                   | 7                        | 93.600             | 7                  | 93.693 |
| 8       | Xia Ye Zhang Xiaohuan                     | R.P. de la Xina | 93.466                   | 8                        | 94.000             | 8                  | 93.423 |
| 9       | Jang Yoon-Kyeong Kim Min-Jeong            | Corea del Sud   | 92.066                   | 10                       | 91.600             | 9                  | 91.763 |
| 10      | Christina Thalassinidou Eleftheria Ftouli | Grècia          | 92.134                   | 9                        | 90.600             | 10                 | 91.137 |
| 11      | Isabela de Moraes Carolina de Moraes      | Brasil          | 90.734                   | 11                       | 89.867             | 11                 | 90.171 |
| 12      | Daria Xemiàkina Anastassia Pavelieva      | Ucraïna         | 90.134                   | 12                       | 89.533             | 12                 | 89.743 |

### Rutina d'equip
La prova de rutina d'equip de Natació sincronitzada al Campionat del Món de natació de 2001 del Campionat del Món de natació de 2001 es va celebrar el 16 (preliminar tècnica), 18 (preliminar lliure) i 19 de juliol (final lliure) al Marine Messe del Centre de Convencions de la ciutat de Fukuoka (Japó).
- Preliminars

| Posició | CON             | Preliminar tècnica (35%) | Preliminar tècnica (35%) | Preliminar lliure (65%) | Preliminar lliure (65%) | Total  |
| Posició | CON             | Punts                    | Posició                  | Punts                   | Posició                 | Punts  |
| ------- | --------------- | ------------------------ | ------------------------ | ----------------------- | ----------------------- | ------ |
| 1       | Rússia          | 98.267                   | 1                        | 99.267                  | 1                       | 98.917 |
| 2       | Japó            | 97.867                   | 2                        | 98.200                  | 2                       | 98.083 |
| 3       | Canadà          | 96.933                   | 3                        | 97.733                  | 3                       | 97.453 |
| 4       | Estats Units    | 95.333                   | 4                        | 96.267                  | 4                       | 95.941 |
| 5       | Espanya         | 94.733                   | 5                        | 95.267                  | 5                       | 95.081 |
| 6       | Itàlia          | 94.400                   | 6                        | 94.533                  | 6                       | 94.486 |
| 7       | R.P. de la Xina | 93.533                   | 7                        | 93.600                  | 7                       | 93.577 |
| 8       | França          | 92.667                   | 8                        | 92.467                  | 8                       | 92.537 |
| 9       | Grècia          | 90.200                   | 9                        | 91.133                  | 10                      | 90.806 |
| 10      | Ucraïna         | 88.467                   | 11                       | 91.267                  | 9                       | 90.287 |
| 11      | Brasil          | 88.733                   | 10                       | 90.000                  | 11                      | 89.557 |
| 12      | Suïssa          | 88.133                   | 12                       | 88.267                  | 12                      | 88.221 |

- Finals

| Posició | CON             | Preliminar tècnica (35%) | Preliminar tècnica (35%) | Final lliure (65%) | Final lliure (65%) | Total  |
| Posició | CON             | Punts                    | Posició                  | Punts              | Posició            | Punts  |
| ------- | --------------- | ------------------------ | ------------------------ | ------------------ | ------------------ | ------ |
| 1       | Rússia          | 98.267                   | 1                        | 98.733             | 1                  | 98.569 |
| 2       | Japó            | 97.867                   | 2                        | 98.333             | 2                  | 98.169 |
| 3       | Canadà          | 96.933                   | 3                        | 97.333             | 3                  | 97.193 |
| 4       | Estats Units    | 95.333                   | 4                        | 96.533             | 4                  | 96.113 |
| 5       | Espanya         | 94.733                   | 5                        | 95.133             | 5                  | 94.993 |
| 6       | Itàlia          | 94.400                   | 6                        | 94.800             | 6                  | 94.660 |
| 7       | R.P. de la Xina | 93.533                   | 7                        | 93.467             | 7                  | 93.491 |
| 8       | França          | 92.667                   | 8                        | 92.000             | 8                  | 92.233 |
| 9       | Grècia          | 90.200                   | 9                        | 90.867             | 10                 | 90.634 |
| 10      | Ucraïna         | 88.467                   | 11                       | 90.933             | 9                  | 90.069 |
| 11      | Brasil          | 88.733                   | 10                       | 90.267             | 11                 | 89.731 |
| 12      | Suïssa          | 88.133                   | 12                       | 88.600             | 12                 | 88.437 |